# Pomnik Ottona von Bismarcka w Toruniu
Pomnik Ottona von Bismarcka – nieistniejący pomnik upamiętniający kanclerza Cesarstwa Niemieckiego Ottona von Bismarcka, znajdujący się na skwerze przy skrzyżowaniu dzisiejszych ulic Reja i Bydgoskiej. Pomnik odsłonięto 18 października 1901 roku. Pomnik zaprojektował Hugo Hartung. Obelisk mierzył ok. 10–12 m wysokości.
Był to czworoboczny graniastosłup wykonany z kamieni polnych sprowadzonych z pobliskich wsi. Stał na trójstopniowym kwadratowym cokole. Autorem projektu tablicy był Harro Magnussen. Na szczycie obelisku znajdował się znicz lub misa ogniowa o boku 1,7 metra. W niej 1 kwietnia rozpalano ogień, w dzień urodzin Bismarcka. Z tyłu pomnika znajdowała się tablica, na której znajdował się napis upamiętniający Bismarcka oraz lista ważniejszych fundatorów.
Według obiegowej opinii pomnik powstał z inicjatywy burmistrza Torunia Georga Kerstena. Zdaniem dziennikarza Krzysztofa Kalinowskiego, inicjatorem budowy pomnika mógł być starosta powiatu toruńskiego Scherin. Idea pojawiła się kilka miesięcy po śmierci Bismarcka. Kamień węgielny wmurowano 21 czerwca 1901 roku. Pomnik odsłonięto 18 października 1901 roku. Koszt budowy wyniósł 10 tys. marek. 4 tys. dało miasto Toruń z najbliższą okolicą, 6 tys. powiat toruński.
Nieznana jest data rozebrania pomnika. W źródłach pojawiają się trzy daty: 1920, 1925 i 1926.